# Anagnosia
Anagnosia es un libro de lectura y escritura para niños, publicado por primera vez en 1849 en Argentina, del escritor y educador argentino de origen uruguayo Marcos Sastre. Proponía un método novedoso de enseñanza basado en el aprendizaje de las sílabas. 
Fue el de mayor venta en la Argentina en el siglo XIX.

## Historia

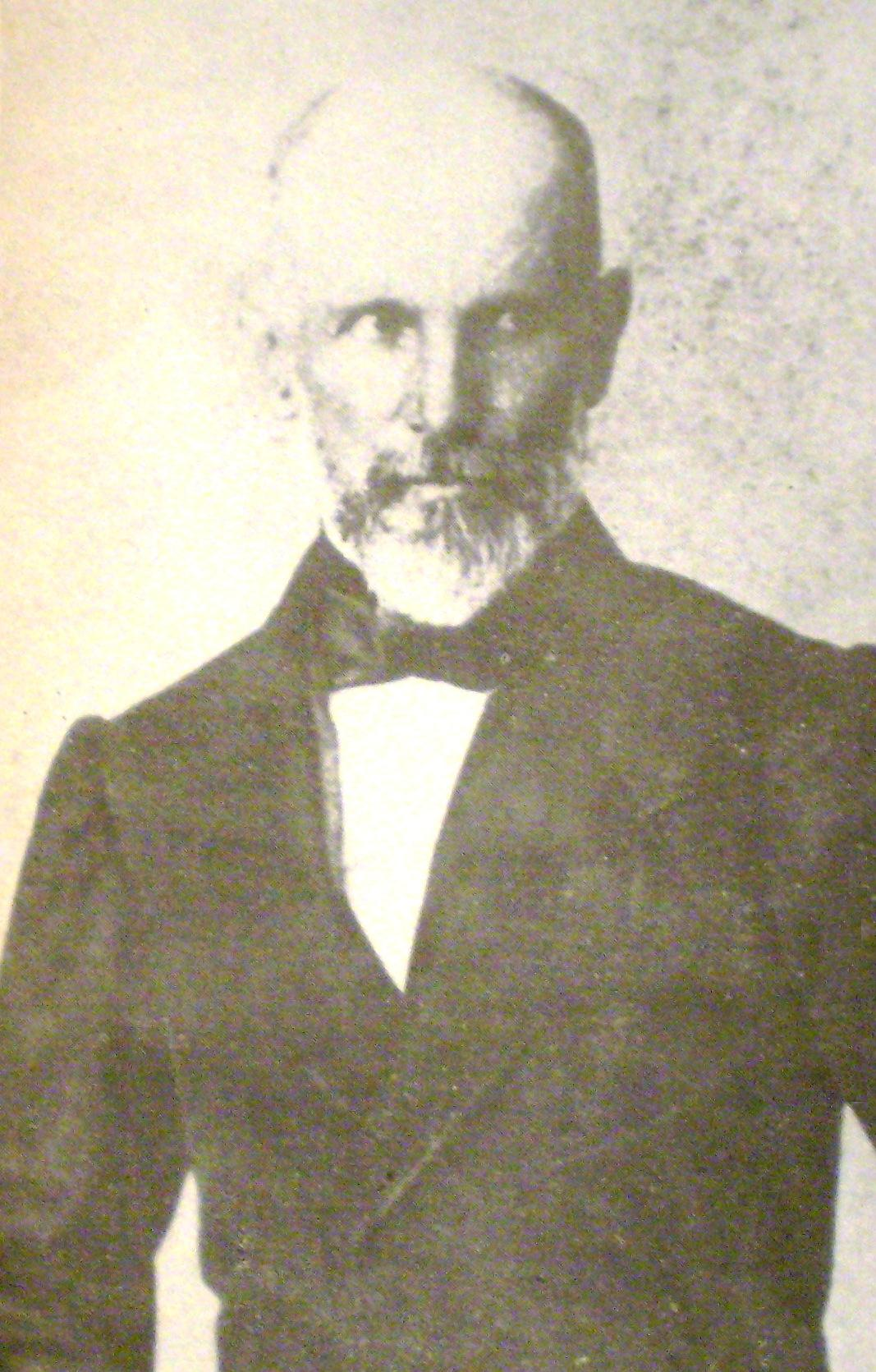
Marcos Sastre

Marcos Sastre (Montevideo, 1808 - Buenos Aires, 1887) escribió Anagnosia en 1849, un método de lectura novedoso para la época. 
El nombre que eligió es un neologismo de raíz griega que busca significar que el arte de leer no tiene nombre ni en la lengua antigua ni moderna. Su nombre completo era "Anagnosia ó arte de enseñar y aprender a leer con facilidad, sin empezar por el abecedario ni el deletreo, e inspirando a los niños afición a la lectura y amor a la virtud y el trabajo" y su primera edición fue costeada por el mismo en Santa Fe. Dos años luego la editó el Gobierno de Entre Ríos y en 1852 la Municipalidad de la ciudad de Buenos Aires editó 20000 ejemplares, una tirada impresionante para la época, y en 1888 (un año después de la muerte de Marcos Sastre) había alcanzado las 60 ediciones.
También el ministro de Instrucción Pública, Vicente Fidel López, lo hizo reimprimir, con consentimiento de Sastre, para que se utilizara en las escuelas públicas de la provincia de Buenos Aires. Sastre no reclamó por esto pago alguno.
Hacia 1854, el rector de la Universidad de Buenos Aires y Director de Escuelas José Barros Pazos aconsejó al gobierno el uso del libro, lo que motivó a Sastre a escribir "La Anagnosia en 8 cuadros murales para la enseñanza mutua". En 1859 Bartolomé Mitre ordenó que se utilizara como libro de texto de lectura y de premio en las escuelas públicas.

## Descripción
En su primera edición de 1849, el autor enunciaba tres reglas: 
1. No empezar con el abecedario;
2. No deletrear ni nombrar las consonantes;
3. No pasar de una lección mientras no esté bien sabida.

Para lo primero proponía  enseñar primero las vocales y sus combinaciones y las demás a partir de un vocablo mnemónico que propone silabear oralmente para después combinar cada consonante con las respectivas vocales.
Para la segunda regla decía: “nunca diga el maestro: Esta letra se llama “a” sino “aquí dice a”. Tampoco preguntará “¿qué letra es ésta?” sino “¿qué dice aquí?”.
Lo novedad para la época consistía en que no empezaba con el abecedario sino que introducía sucesivamente las letras según las dificultades que el autor suponía que tenían en relación con los sonidos. Su método, dividido en tres cuadernos, carecía de ilustraciones, y a pesar de su rechazo a los métodos anteriores, mantenía un modelo memorizador y decodificador.